# Cour d'honneur

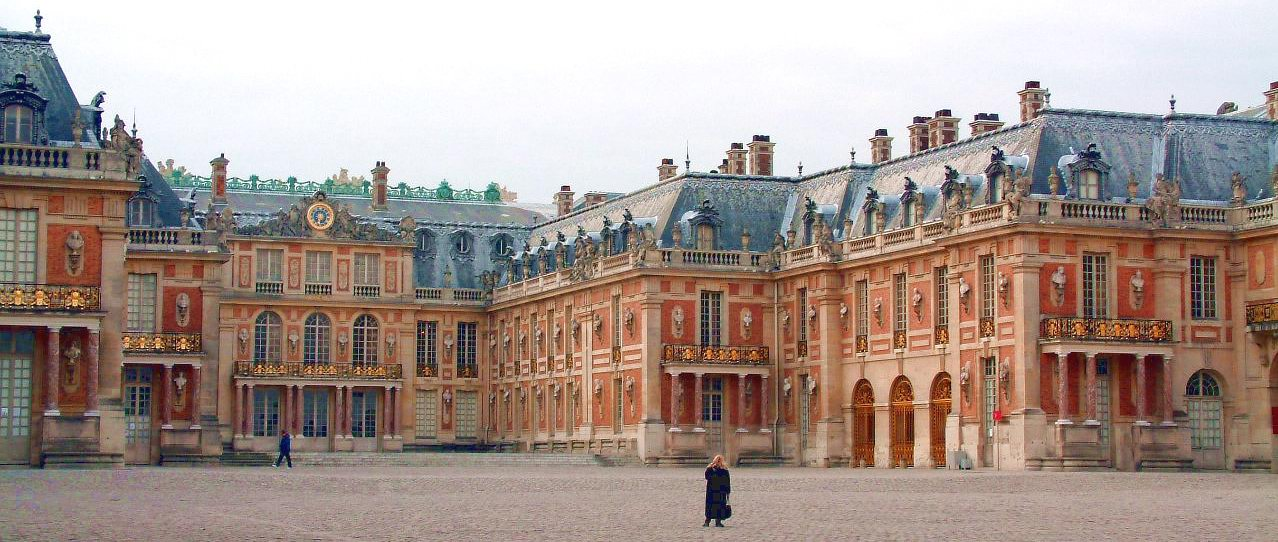
Versailles: Louis Le Vau abriu o interior do pátio para criar uma extensa entrada cour d'honneur, copiada depois por toda a Europa.

Cour d'Honneur, algumas vezes literalmente traduzido como "Corte de Honra", é um termo arquitetônico para a definição de um pátio, criado com o prédio principal corps de logis flanqueado pelo avanço simétrico de alas secundárias contendo salas menores. O Palácio de Versalhes (ilustração) e o Palácio de Blenheim possuem esses pátios de entrada.

Panorama de 360° do Pátio do Palácio de Schönbrunn